# Stichting Projekta
Stichting Projekta is een Surinaamse organisatie die zich richt op het versterken van het maatschappelijke middenveld.
De organisatie werd op 15 juni 1993 opgericht en hield zich aanvankelijk voornamelijk bezig met het versterken van vrouwen en jongeren en hun organisaties. In de loop der jaren transformeerde Projekta tot een op mensenrechtengebaseerde organisatie die werkt op het snijvlak van mensenrechten, democratie en goed bestuur met speciale focus op vrouwenrechten en gendergelijkheid.
Ze nam onder meer het initiatief tot de vorming van het platform Konmakandra Network waarin 23 vrouwenorganisaties maandelijks bij elkaar kwamen voor informatie-uitwisseling. Met het Vrouwen Parlement Forum (VPF) organiseerde ze in aanloop naar de parlementsverkiezingen van 2000 de campagne Stem wijs, stem op een vrouw. In 2001 werd het VPF een zelfstandige organisatie.
Projekta pleit voor wetgeving en het versterken van instellingen voor goed bestuur en corruptiepreventie, en loopt ook voorop bij het opzetten van netwerken van het maatschappelijk middenveld. De organisatie maakt zich ook sterk voor wetgeving op het gebied van vrijheid van informatie en voor mechanismen voor participatie van het maatschappelijk middenveld en het formuleren, implementeren en monitoren van participatief beleid vanuit een op rechten gebaseerd perspectief.
Een van de initiatieven is de jaarlijkse Maand van de Democratie, die sinds 2008 elk jaar in november wordt georganiseerd en uitgegroeid is tot de maand voor democratie en mensenrechten. Tijdens de maand organiseert zij publieke discussies, masterclasses, trainingen en publiceren we over alle aspecten van democratie (en in toenemende mate ook over mensenrechten). De rol van het parlement en van de deelname van burgers aan democratie en besluitvorming en van het maatschappelijk middenveld maakt altijd deel uit van deze discussies.
Ze is de initiatiefnemer en coördinator van het Burgerinitiatief Participatie en Goed Bestuur, een brede coalitie van maatschappelijke organisaties, inheemse volkenorganisaties en individuele burgers die zich inzetten voor mensenrechten, burgerparticipatie, goed bestuur en duurzame ontwikkeling.
Als onderdeel van het burgerinitiatief coördineerde ze de ontwikkeling van een gezamenlijk manifest van het maatschappelijk middenveld, en ontwierp en coördineerde het twee meerjarige beleidsmonitoring-/analyse-oefeningen. In aanloop naar de verkiezingen van 2015 en 2020 zijn op basis van analyse van de verkiezingsprogramma's twee instrumenten ontwikkeld om kiezers te helpen hun politieke voorkeuren te toetsen.
Projekta speelde ook een belangrijke rol in de lobby voor Suriname's kandidatuur voor het Extractive Industries Transparency Initiative (EITI), en voor het samenbrengen van een brede groep maatschappelijke organisaties om deel te nemen aan het proces, evenals het coördineren van de nominatie en selectie vertegenwoordigers van het maatschappelijk middenveld voor de Multi-stakeholder Group. Hierin is ze ook vertegenwoordigd.
In haar werk verbindt de organisatie het lokaal (gemeenschaps)niveau met het groter nationaal beleidsniveau door het versterken van gemeenschapsorganisaties om zelf hun stem te laten horen.
In 2015 nam Projekta het voortouw in het oprichten van het Burgerinitiatief voor Participatie en Goed Bestuur (BINI), een coalitie van maatschappelijke organisaties ('Civil Society Organisations'-CSO's) en individuele burgers die pleiten voor en werken aan meer transparantie en zeggenschap in bestuur.
In 2018 werd Projekta onderscheiden met een Certificate of Appreciation van de Europese Unie. Personen met een rol binnen Projekta, zijn bijvoorbeeld (geweest): Monique Essed-Fernandes (medeoprichter en 1e directeur), Annette Tjon Sie Fat (voorzitter) en Sharda Ganga (directeur sinds 2001).